# (3688) Navajo
(3688) Navajo ist ein Asteroid des Hauptgürtels, der am 30. März 1981 von Edward L. G. Bowell im Lowell-Observatorium in Flagstaff, Arizona, entdeckt wurde. Er befindet sich in einer 2:1 Bahnresonanz mit Jupiter und wurde nach dem indianischen Volk der Navajo benannt, die heute in Utah, New Mexico und Arizona leben.